# Eusimonia wunderlichi
Espèce
Eusimonia wunderlichi est une espèce de solifuges de la famille des Karschiidae.

## Distribution
Cette espèce est endémique des îles Canaries en Espagne.

## Description
Le mâle holotype mesure 11,4 mm.

## Étymologie
Cette espèce est nommée en l'honneur de Jörg Wunderlich.

## Publication originale
- Pieper, 1977 : Eine neue Eusimonia-Art von den Kanaren. Senckenbergiana Biologica, vol. 58, no 1/2, p. 79–82.